# Музей завтрашнього дня
Музей завтрашнього дня (порт. Museu do Amanhã ) - музей науки в місті Ріо-де-Жанейро, Бразилія. Його збудували за проєктом іспанського неофутуристичного архітектора Сантьяго Калатрови поряд з набережною П'єр-Мауа. Будівництво підтримав Фонд Роберто Маріньо і воно коштувало приблизно 230 мільйонів реалів. Будівлю відкрили 17 грудня 2015 року у присутності президентки Ділми Русеф.

## Виставки
Основна виставка проводить відвідувачів за п'ятьма основними напрямками: Космос, Земля, Антропоцен, Завтра та Ми за допомогою низки експериментів та дослідів. Цей складний, але захопливий музей поєднує науку з інноваційним дизайном, щоб зосередитись на стійких містах та екологічному світі.
Музей був частиною реконструкції портової зони міста до літніх Олімпійських ігор 2016.

## Галерея

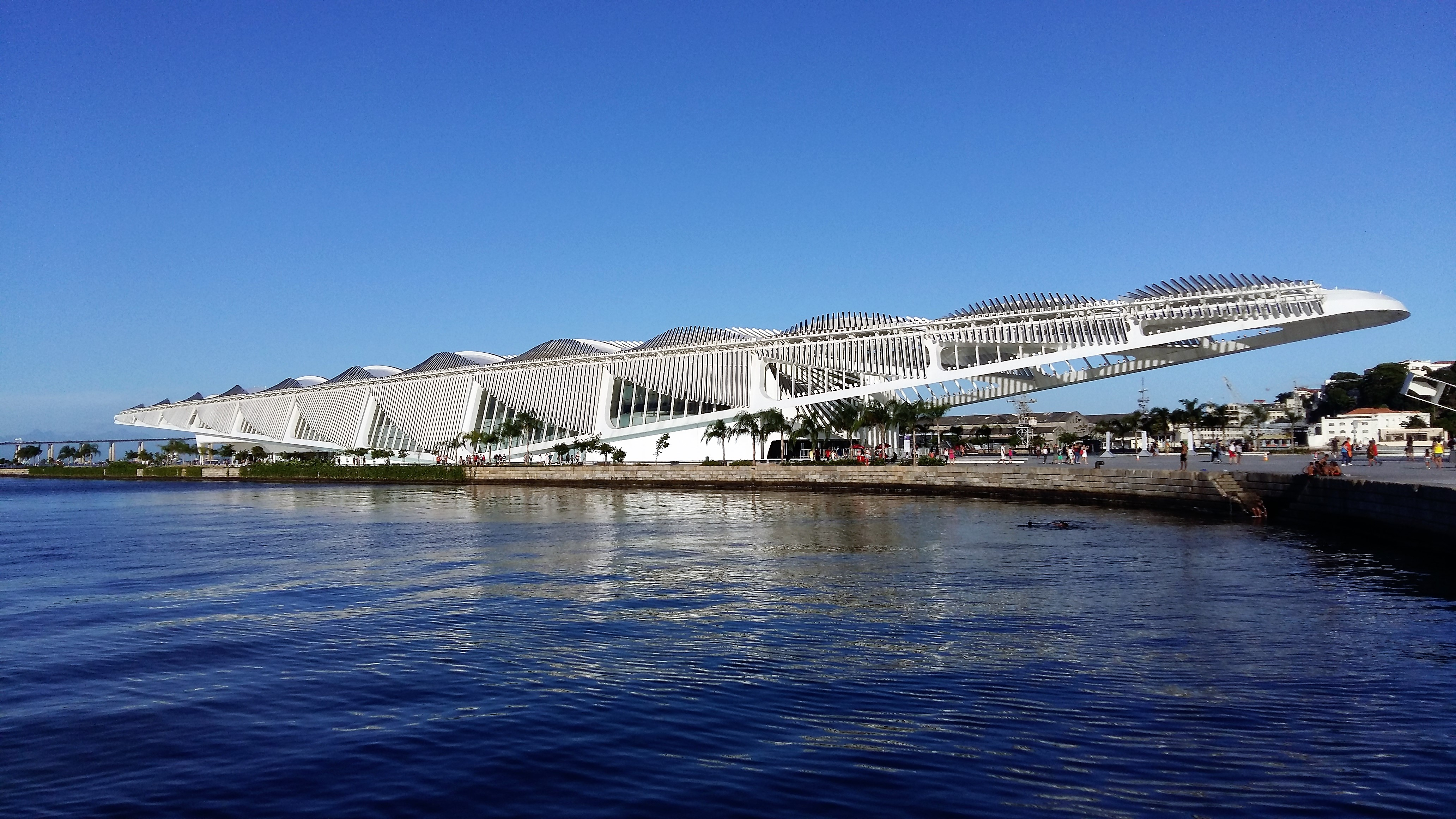
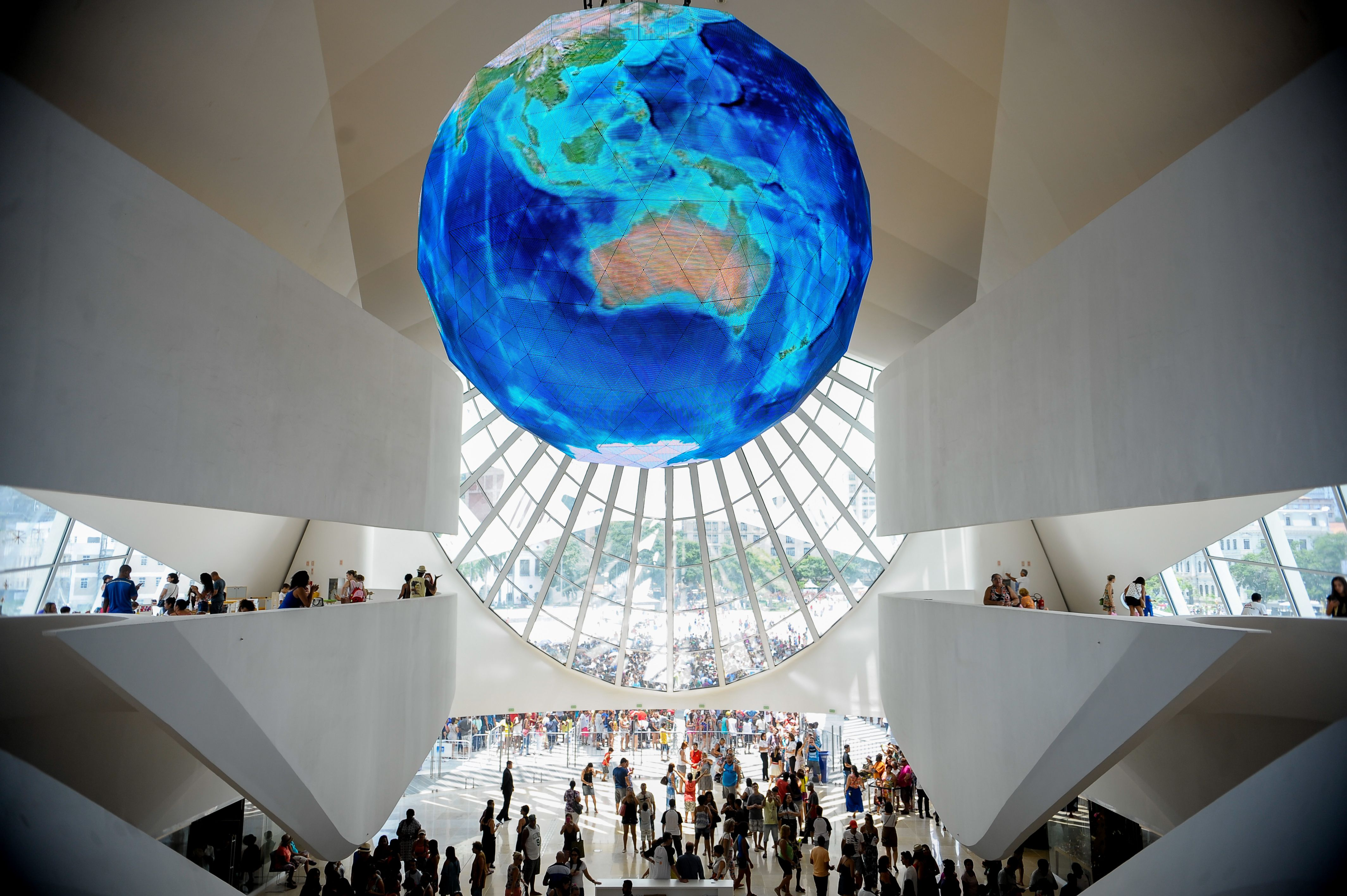
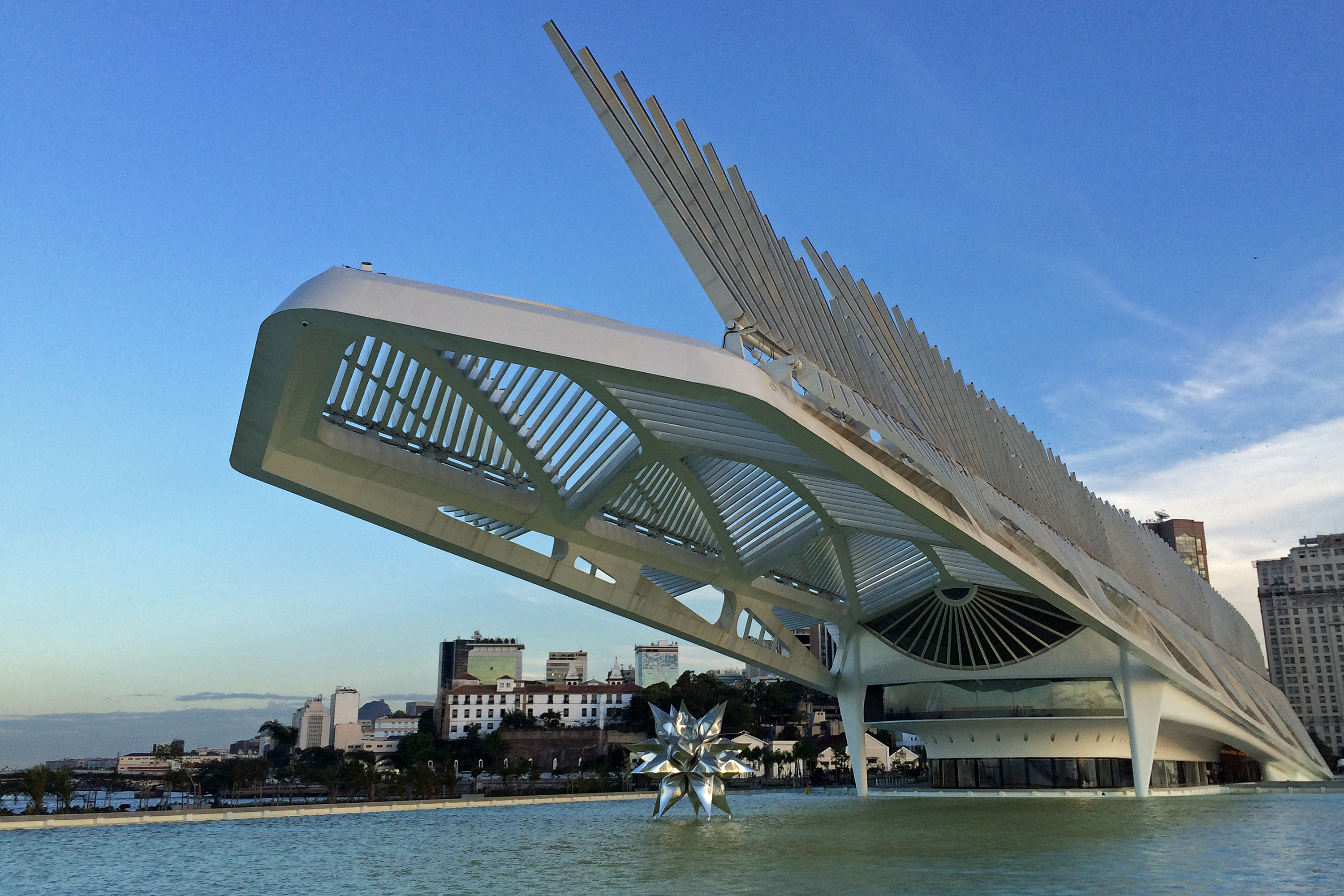